# Atłas Warna
Atłas Warna (bułg. ФК Атлас (Варна)) – bułgarski klub piłkarski z siedzibą w mieście Warna, na wschodzie kraju, działający w latach 1908–1911.

## Historia
Chronologia nazw:
- 1908: FK Atłas Warna (bułg. ФК "Атлас" (Варна))
- 1911: klub rozwiązano

Klub piłkarski FK Atłas został założony w Warnie w 1908 roku przez lokalną młodzież grecką, ale także kilku młodych Bułgarów. Chociaż klub powstał jesienią 1907, ale dopiero na początku 1908 został zarejestrowany oficjalnie. Jest pierwszym zorganizowanym klubem piłkarskim w kraju.
W 1910 roku został rozegrały pierwszy mecz w historii bułgarskiej piłki nożnej pomiędzy zespołami FK Atłas a FK Sportist (powstał w 1909), który wygrał Sportist 1:0. Jednak w sezonie 1910/11 klub zaprzestał swojej działalności i tym samym zniknął z piłkarskiej mapy Bułgarii.

## Sukcesy

### Trofea międzynarodowe
Do chwili obecnej klub jeszcze nigdy nie zakwalifikował się do rozgrywek europejskich.

### Trofea krajowe
| \| \| Zdobyte trofea w rozgrywkach Bułgarii (stan na: 31-05-2024) \| |                                                             |      |          |
| Rozgrywki                                                            | Osiągnięcie                                                 | Razy | Sezon(y) |
| · Mistrzostwo                                                        | I miejsce                                                   | 0    |          |
| · Mistrzostwo                                                        | II miejsce                                                  | 0    |          |
| · Mistrzostwo                                                        | III miejsce                                                 | 0    |          |
| Puchar                                                               | zdobywca                                                    | 0    |          |
| Puchar                                                               | finalista                                                   | 0    |          |
| II liga                                                              | I miejsce                                                   | 0    |          |
| II liga                                                              | II miejsce                                                  | 0    |          |
| II liga                                                              | III miejsce                                                 | 0    |          |
| Bułgaria                                                             | Zdobyte trofea w rozgrywkach Bułgarii (stan na: 31-05-2024) |      |          |

## Poszczególne sezony

### Rozgrywki międzynarodowe

#### Europejskie puchary
Nie uczestniczył w rozgrywkach europejskich.

### Rozgrywki krajowe
| \| Bułgaria \| Bilans występów klubu w rozgrywkach piłkarskich Bułgarii (Stan na 31 maja 2025 r.) \| \| |                                                                                    |        |       |   |   |   |    |    |     |      |        |        |      |
| Poziom                                                                                                  | Rozgrywki                                                                          | Sezony | Mecze | Z | R | P | B+ | B– | Pkt | Lata | Awanse | Spadki | Naj. |
| I | Nacionałna futbołna diwizija / Dyrżawno pyrwenstwo                                 | 0      |       |   |   |   |    |    |     |      | 0      | 3      |      |
| II | B RPG / Wtora PFG / Pyrwa PFL / B PFG / Wtora PFL                                  | 0      |       |   |   |   |    |    |     |      | 0      | 0      |      |
| III | Treta amatorska futbołna liga                                                      | 0      |       |   |   |   |    |    |     |      | 0      | 0      |      |
| IV | Obłastna futbołna liga                                                             | 0      |       |   |   |   |    |    |     |      | 0      | 0      |      |
| | Puchar Bułgarii                                                                    | 0      |       |   |   |   |    |    |     |      | 0      | 0      |      |
| Bułgaria                                                                                                | Bilans występów klubu w rozgrywkach piłkarskich Bułgarii (Stan na 31 maja 2025 r.) |        |       |   |   |   |    |    |     |      |        |        |      |

## Kibice i rywalizacja z innymi klubami

### Derby
- Sportist Warna